# Thermococcus chitonophagus
Thermococcus chitonophagus es una especie de arquea hipertermófila que puede degredar quitina. Fue aislado de una fuente hidrotermal en el fondo oceánico. Es anaeróbica, y sus células poseen forma de coco irregular. Son 1.2–2.5 μm en diámetro y móviles por grupos de flagelos.
Thermococcus chitonophagus es un de solamente tres especies de arquea que pueden crecer en quitina.  La quitinasa fue aislado y tenía una peso molecular de 70 kDa.  Retiene 50% de su actividad después de una hora a 120 °C.

## Further reading
- Andronopoulou E; Vorgias CE (2003). «Purification and characterization of a new hyperthermostable, allosamidin-insensitive and denaturation-resistant chitinase from the hyperthermophilic archaeon Thermococcus chitonophagus.». Extremophiles 7 (1): 43-53. PMID 12579379. doi:10.1007/s00792-002-0294-3.
- Andronopoulou E; Vorgias CE (2004). «Isolation, cloning, and overexpression of a chitinase gene fragment from the hyperthermophilic archaeon Thermococcus chitonophagus: semi-denaturing purification of the recombinant peptide and investigation of its relation with other chitinases.». Protein Expr Purif 35 (2): 264-71. PMID 15135401. doi:10.1016/j.pep.2004.02.002.
- Andronopoulou, E; Vorgias, CE (2004). «Multiple components and induction mechanism of the chitinolytic system of the hyperthermophilic archaeon Thermococcus chitonophagus». Applied microbiology and biotechnology 656 (6): 694-702. PMID 15322771. doi:10.1007/s00253-004-1640-4.